# Бельгийские эссе
«Бельгийские эссе» (англ. Belgian essay) — эссе, написанные известными английскими писательницами Эмили и Шарлоттой Бронте во время их пребывания в столице Бельгии, Брюсселе, в 1842 году. Все эссе составлены на французском языке, так как в Брюсселе сёстры Бронте занимались его изучением. Существуют переводы эссе на английский язык.

## Список некоторых эссеЭмили Бронте
- Le Chat
- Le Siège d’Oudenarde
- Portait: Le Roi Harold avant la bataille de Hastings
- L’Amour Filial
- Le Papillon
- Le Palais de la Mort